# 과천중학교
과천중학교(果川中學校)는 대한민국 경기도 과천시 중앙동에 위치한 공립 중학교이다.

## 학교 연혁
- 1982년 1월 26일 : 과천중학교 15학급 설립인가
- 1982년 2월 28일 : 교사 준공 (294.6m2)
- 1982년 3월 1일 : 초대 민내기 교장 취임 5
- 1982년 3월 5일 : 제1회 입학식 (3학급 157명)
- 1982년 10월 12일 : 개교식
- 1997년 12월 29일 : 행목관 준공 (1183.6m2)
- 2001년 4월 30일 : 별관(특별실) 준공
- 2011년 3월 1일 : 신관 준공
- 2021년 3월 1일 : 제12대 최은숙 교장 부임
- 2024년 1월 4일 : 제40회 졸업식 졸업생 308명(11학급) 누계 17,362명
- 2024년 3월 4일 : 신입생 297명(10학급) 입학
- 2024년 9월 1일 : 제13대 서영희 교장 부임

## 갤러리

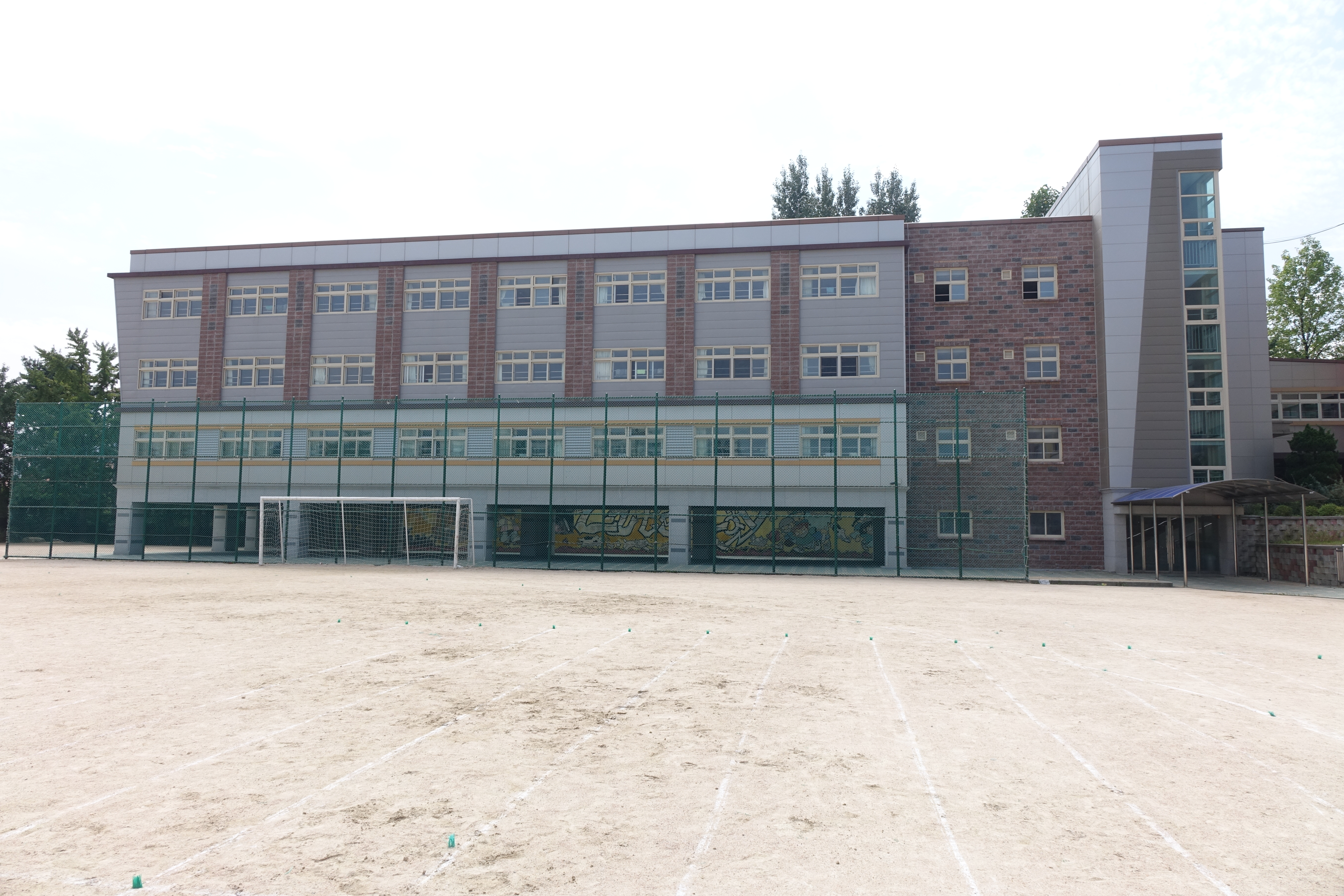
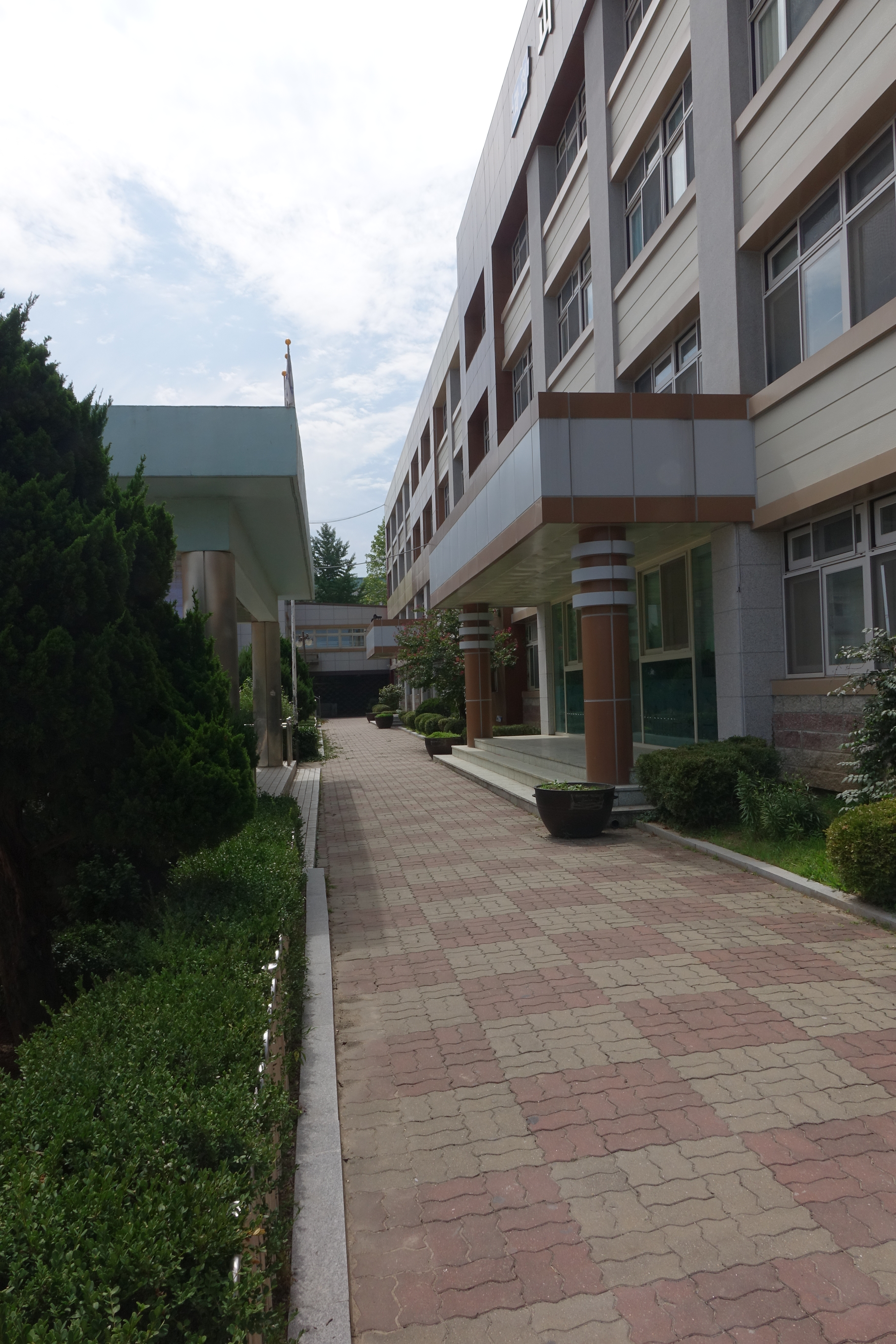
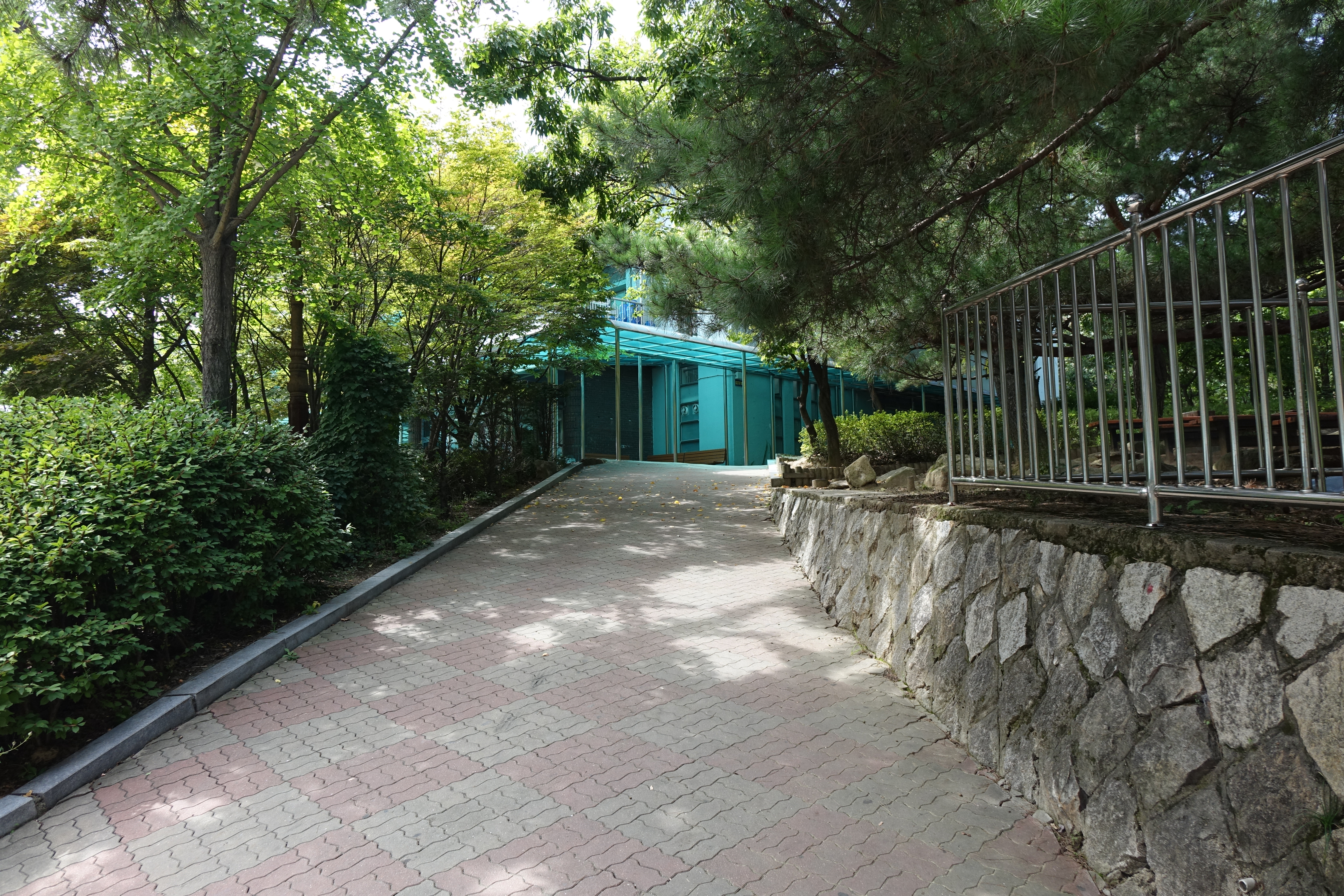
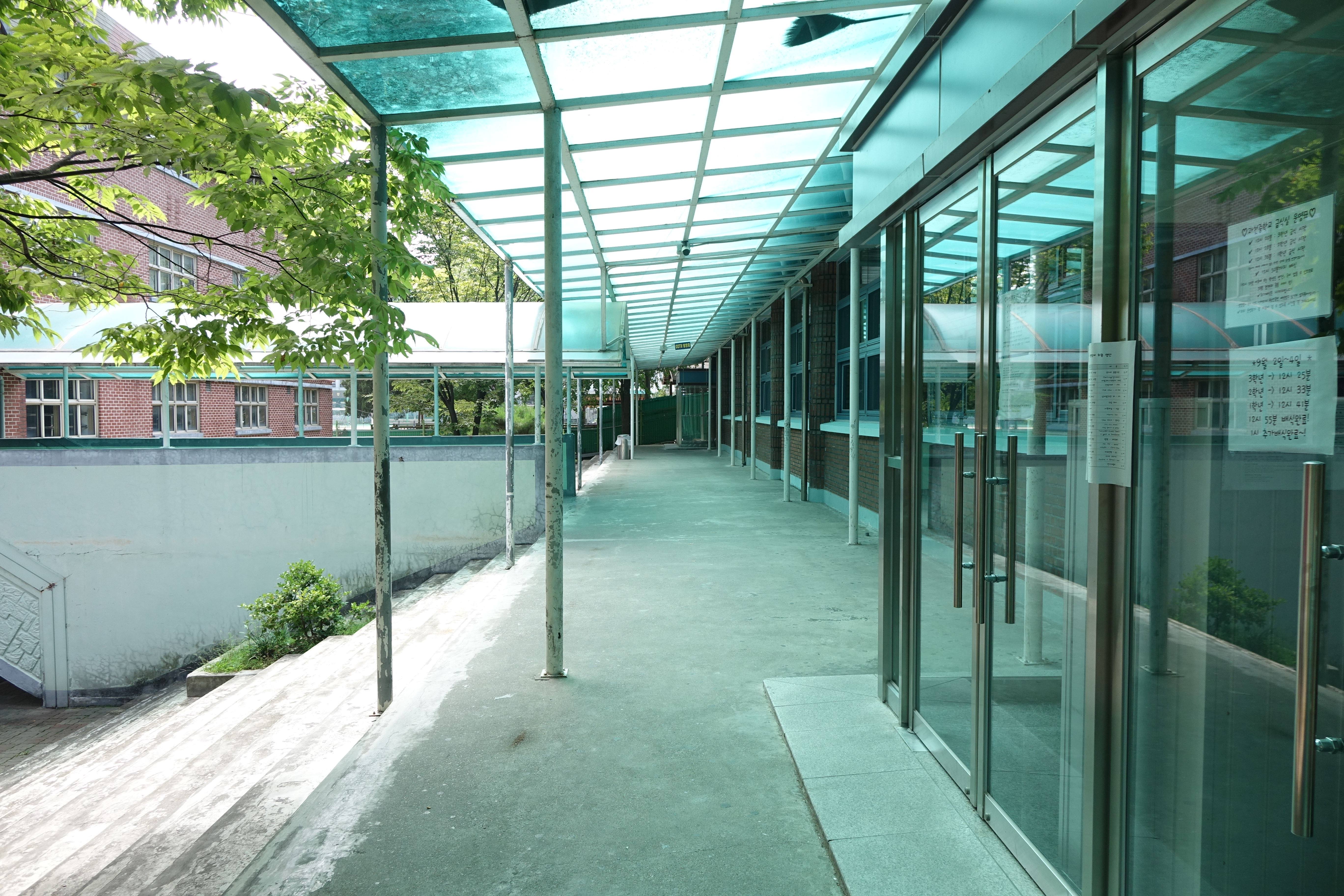
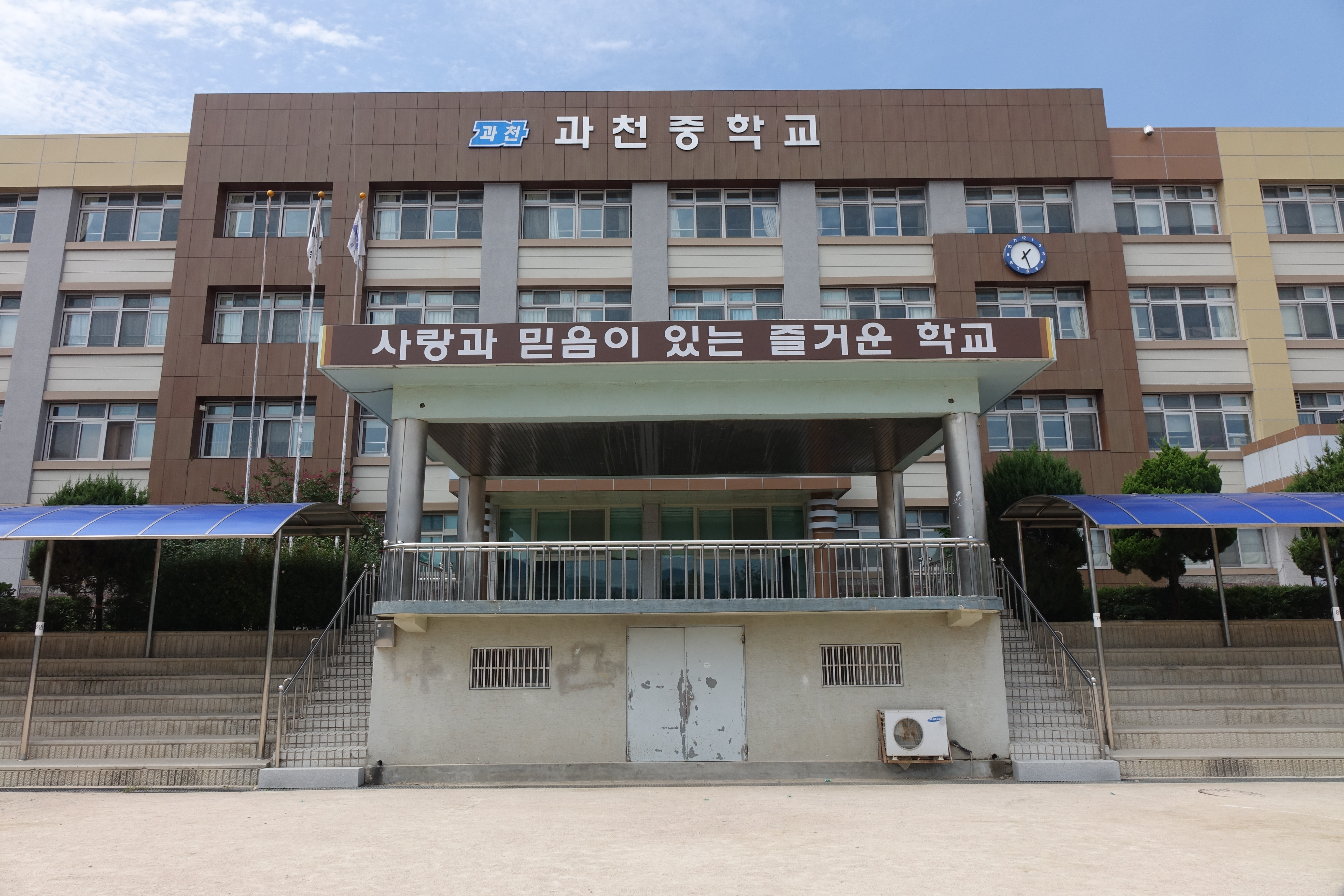
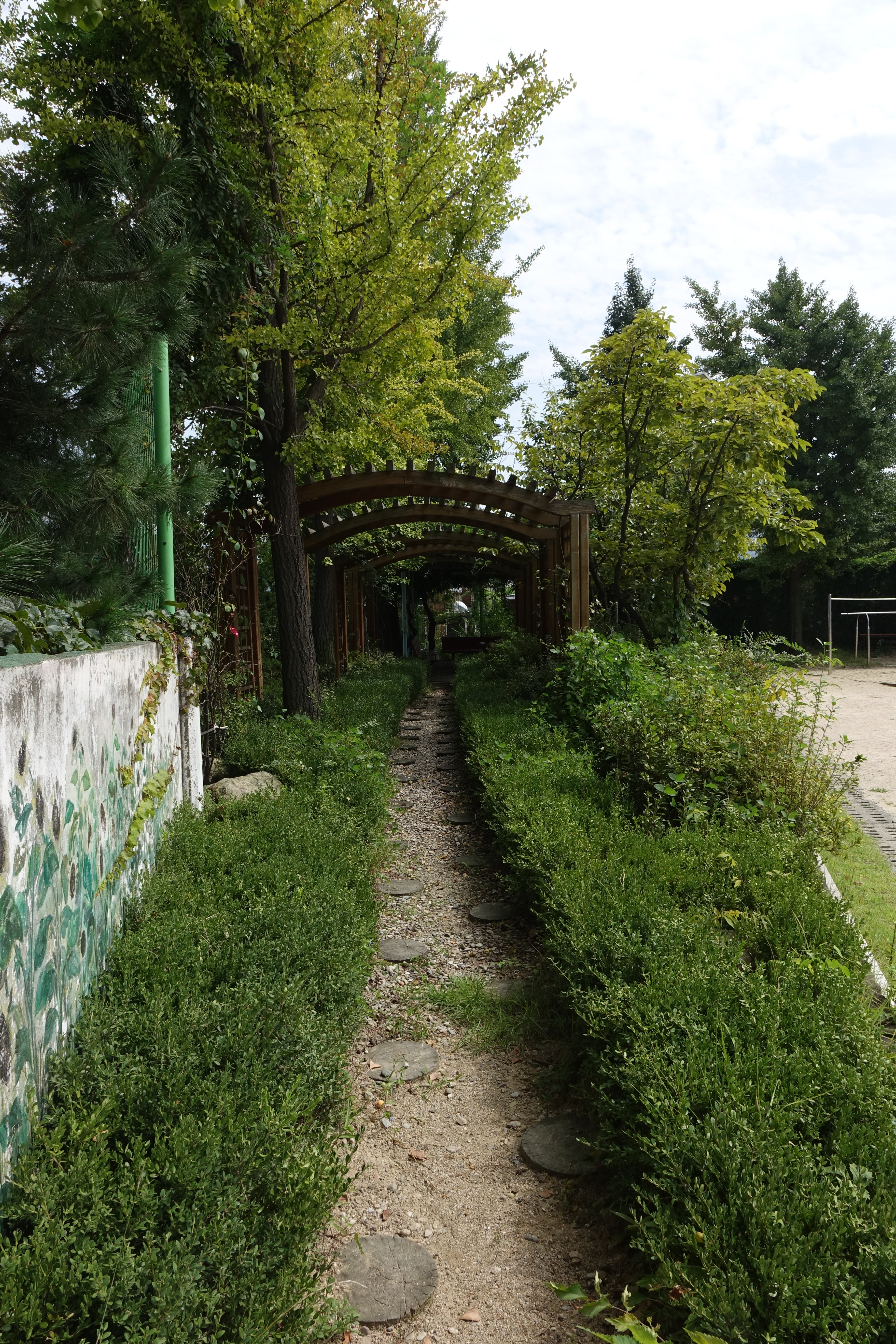
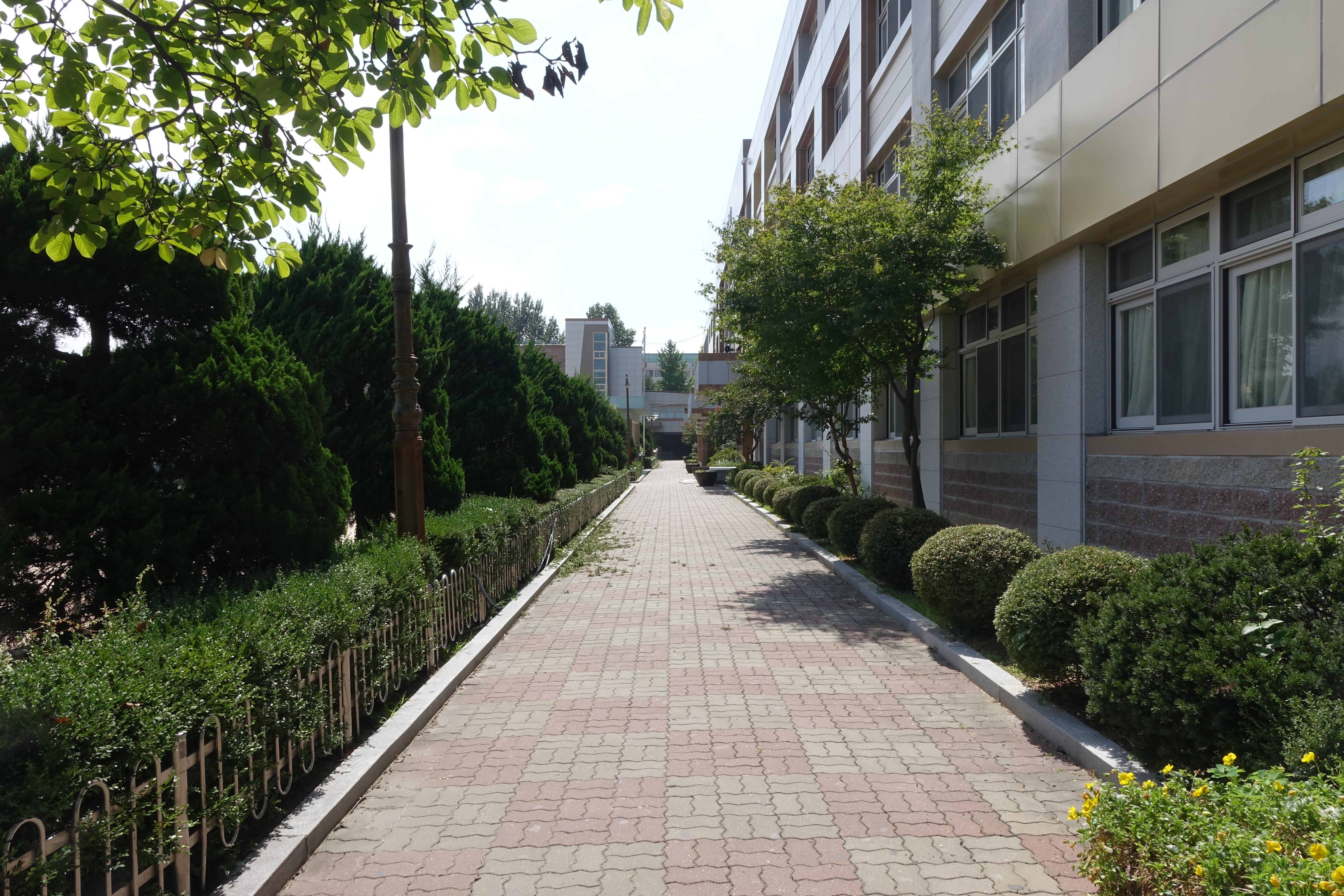

## 참고 자료
- 과천중학교 - 한국교육학술정보원 학교알리미